# Leandro Vinícius
Leandro Vinícius Ribeiro (Curitiba, 24 de março de 1999), é um cantor gospel brasileiro.
Leandro foi revelado no Programa Raul Gil ao participar do quadro Jovens Talentos Kids em 2011, que teve a final realizada no dia 12 de novembro, onde interpretou o hino "Irmãos na fé", ficou em segundo lugar. Após o Programa foi contratado pela gravadora CPAD Music (Antiga Patmos Music).
A assinatura do contrato com a gravadora aconteceu durante as comemorações do Centenário da Assembleia de Deus em São Paulo. Santo, é o álbum de estreia do cantor, e está voltado para o canto congregacional. O nome foi escolhido, pois uma das canções da obra é "Santo", que segundo o cantor é uma de suas preferidas. Tal música teve participação especial do Coral da UMADC. O disco foi produzido por Rogério Vieira, produtor de grandes nomes da música cristã.
Em agosto de 2012 foi indicado ao Troféu Promessas, na categoria Revelação.
No dia 4 de outubro de 2012, recebeu o Troféu de Ouro como Melhor Cantor Mirim, um prêmio realizado pelo grupo Prisma e foi realizado por votos populares e uma equipe de jurados.

## Discografia
- 2012: Santo
- 2014: "Soberano"